# Sforza Giuseppe Sforza Cesarini
Sforza Giuseppe I Sforza Cesarini, III principe di Genzano, XX conte di Santa Fiora (Roma, 10 giugno 1705 – Roma, 11 agosto 1744), è stato un militare e ambasciatore italiano.

## Biografia
Nato a Roma nel 1705, Sforza Giuseppe era figlio di Gaetano I Sforza Cesarini, II principe di Genzano, XIX conte di Santa Fiora e conte di Celano, e di sua moglie Vittoria Conti, nipote di papa Innocenzo XIII.
Fu insignito dal re di Spagna Filippo V dell'onorificenza di Cavaliere dell'Ordine del Toson d'oro e di Grande di Spagna (1741) e dal re di Napoli di Cavaliere dell'Ordine della Chiave d'Oro. Nel 1729 ereditò il titolo di XI conte di Chinchon e marchese di Boadilla del Monte, titoli che nel 1738 rivendette a Filippo di Spagna.
Nel 1732 fondò a Roma il Teatro Argentina. Nel 1734, a seguito della conquista borbonica del Regno di Napoli venne nominato ambasciatore di Carlo di Borbone presso la Santa Sede. In tale veste offrì l'omaggio della chinea a papa Clemente XII. Morì nel 1744 e fu sepolto nel convento delle Cappuccine di Santa Fiora.

## Matrimonio e figli
Sforza Giuseppe sposò a Roma nel luglio del 1726 la principessa Maria Francesca Giustiniani, figlia di Vincenzo Giustiniani, III principe di Bassano e di sua moglie, Costanza Boncompagni dei duchi di Sora. La coppia ebbe i seguenti eredi:
- Giuliano (morto infante)
- Ippolita (morto infante)
- Giovan Giorgio (morto infante)
- Filippo I (1727-1764), IV principe di Genzano, XXI conte di Santa Fiora, sposò Anna Maria Colonna Barberini
- Gaetano II (1728-1776), V principe di Genzano, XXII conte di Santa Fiora, sposò Teresa Caracciolo
- Federico (1733-1734)
- Livia (1731-1808), religiosa
- Camilla (1732-1787), religiosa
- Guido Ascanio (1737-1737)
- Sisto (1730-1802), sposò Giacinta de Torres. Capostipite del ramo degli Sforza Cabrera Bobadilla (anche menzionato come Bovadilla), conti di Celano.
- Vittoria (1742-1778), sposò Antonio II Boncompagni Ludovisi, principe di Piombino

## Albero genealogico
|                                                         |                                          |                                           | Genitori                                         |  |  | Nonni |  |  | Bisnonni                   |  |  | Trisnonni                                                                   |  |
|                                                         |                                          |                                           |                                                  |  |  |       |  |  | Paolo II Sforza di Proceno |  |  | Alessandro Sforza di Santa Fiora, XII conte di Santa Fiora, I duca di Segni |  |
|                                                         |                                          |                                           |                                                  |  |  |       |  |  | Paolo II Sforza di Proceno |  |  | Alessandro Sforza di Santa Fiora, XII conte di Santa Fiora, I duca di Segni |  |
|                                                         |                                          | Eleonora Orsini di Bracciano              |                                                  |  |  |       |  |  | Paolo II Sforza di Proceno |  |  |                                                                             |  |
| Federico Sforza di Santa Fiora, I principe di Genzano   |                                          |                                           |                                                  |  |  |       |  |  | Paolo II Sforza di Proceno |  |  |                                                                             |  |
|                                                         |                                          | Olimpia Cesi                              | Federico Cesi, II duca di Acquasparta            |  |  |       |  |  |                            |  |  |                                                                             |  |
|                                                         |                                          | Olimpia Cesi                              | Federico Cesi, II duca di Acquasparta            |  |  |       |  |  |                            |  |  |                                                                             |  |
|                                                         |                                          | Olimpia Cesi                              | Isabella Salviati                                |  |  |       |  |  |                            |  |  |                                                                             |  |
| Gaetano I Sforza Cesarini, II principe di Genzano       |                                          | Olimpia Cesi                              |                                                  |  |  |       |  |  |                            |  |  |                                                                             |  |
|                                                         |                                          | Giuliano III Cesarini, duca di Civitanova | Giovanni Giorgio II Cesarini, duca di Civitanova |  |  |       |  |  |                            |  |  |                                                                             |  |
|                                                         |                                          | Giuliano III Cesarini, duca di Civitanova | Giovanni Giorgio II Cesarini, duca di Civitanova |  |  |       |  |  |                            |  |  |                                                                             |  |
|                                                         |                                          | Giuliano III Cesarini, duca di Civitanova | Cornelia Caetani                                 |  |  |       |  |  |                            |  |  |                                                                             |  |
| Livia Cesarini                                          |                                          | Giuliano III Cesarini, duca di Civitanova |                                                  |  |  |       |  |  |                            |  |  |                                                                             |  |
|                                                         |                                          | Margherita Savelli                        | Bernardino Savelli, II principe di Albano        |  |  |       |  |  |                            |  |  |                                                                             |  |
|                                                         |                                          | Margherita Savelli                        | Bernardino Savelli, II principe di Albano        |  |  |       |  |  |                            |  |  |                                                                             |  |
|                                                         |                                          | Margherita Savelli                        | Maria Felice Peretti Damasceni                   |  |  |       |  |  |                            |  |  |                                                                             |  |
| Sforza Giuseppe Sforza Cesarini III principe di Genzano |                                          | Margherita Savelli                        |                                                  |  |  |       |  |  |                            |  |  |                                                                             |  |
|                                                         | Carlo Conti, V duca di Poli e Guadagnolo | Lotario Conti, IV duca di Poli            |                                                  |  |  |       |  |  |                            |  |  |                                                                             |  |
|                                                         | Carlo Conti, V duca di Poli e Guadagnolo | Lotario Conti, IV duca di Poli            |                                                  |  |  |       |  |  |                            |  |  |                                                                             |  |
|                                                         | Carlo Conti, V duca di Poli e Guadagnolo | Giulia Orsini                             |                                                  |  |  |       |  |  |                            |  |  |                                                                             |  |
| Giuseppe Lotario Conti, VI duca di Poli e Guadagnolo    | Carlo Conti, V duca di Poli e Guadagnolo |                                           |                                                  |  |  |       |  |  |                            |  |  |                                                                             |  |
|                                                         |                                          | Isabella Muti                             | Michelangelo Muti, I duca di Rignano             |  |  |       |  |  |                            |  |  |                                                                             |  |
|                                                         |                                          | Isabella Muti                             | Michelangelo Muti, I duca di Rignano             |  |  |       |  |  |                            |  |  |                                                                             |  |
|                                                         |                                          | Isabella Muti                             | Cecilia Massimo                                  |  |  |       |  |  |                            |  |  |                                                                             |  |
| Vittoria Conti                                          |                                          | Isabella Muti                             |                                                  |  |  |       |  |  |                            |  |  |                                                                             |  |
|                                                         |                                          | Marcantonio V Colonna di Paliano          | Filippo I Colonna di Paliano                     |  |  |       |  |  |                            |  |  |                                                                             |  |
|                                                         |                                          | Marcantonio V Colonna di Paliano          | Filippo I Colonna di Paliano                     |  |  |       |  |  |                            |  |  |                                                                             |  |
|                                                         |                                          | Marcantonio V Colonna di Paliano          | Lucrezia Tomacelli                               |  |  |       |  |  |                            |  |  |                                                                             |  |
| Lucrezia Colonna di Paliano                             |                                          | Marcantonio V Colonna di Paliano          |                                                  |  |  |       |  |  |                            |  |  |                                                                             |  |
|                                                         |                                          | Isabella Gioeni                           | Lorenzo Gioeni, II Principe di Castiglione       |  |  |       |  |  |                            |  |  |                                                                             |  |
|                                                         |                                          | Isabella Gioeni                           | Lorenzo Gioeni, II Principe di Castiglione       |  |  |       |  |  |                            |  |  |                                                                             |  |
|                                                         |                                          | Isabella Gioeni                           | Antonia Avarna                                   |  |  |       |  |  |                            |  |  |                                                                             |  |
|                                                         |                                          | Isabella Gioeni                           |                                                  |  |  |       |  |  |                            |  |  |                                                                             |  |